# Política del agua en la cuenca del río Jordán
La política del agua en la cuenca del río Jordán se refiere a las cuestiones políticas del agua en la cuenca del río Jordán, incluidas las reivindicaciones y el uso del agua que compiten entre sí, y las cuestiones relativas a los derechos ribereños de las aguas superficiales a lo largo de los ríos transnacionales, así como la disponibilidad y el uso de las aguas subterráneas. Los recursos hídricos de la región son escasos, y estos problemas afectan directamente a las cinco subdivisiones políticas (Israel, Cisjordania, Líbano, Siria y Jordania) situadas dentro de la cuenca y en sus fronteras, que se crearon tras el colapso, durante la Primera Guerra Mundial, de la antigua entidad única de control, el Imperio otomano. Debido a la escasez de agua y a un contexto político único, históricamente se han incluido cuestiones tanto de suministro como de uso fuera de los límites físicos de la cuenca.
La cuenca del río Jordán y su agua son temas centrales tanto del conflicto árabe-israelí (incluyendo el conflicto israelí-palestino), así como la más reciente guerra civil siria. El río Jordán tiene una longitud de 251 kilómetros (156 mi) y, en la mayor parte de su recorrido, fluye a elevaciones por debajo del nivel del mar. Sus aguas se originan en las zonas de alta precipitación en y cerca de la cordillera del Antilíbano en el norte, y fluyen a través del mar de Galilea y el valle del Jordán terminando en el mar Muerto a una elevación de  400 metros bajo el nivel delmar, en el sur.

## Geografía de la cuenca del Jordán
Aguas abajo del mar de Galilea, donde los principales afluentes entran en el valle del Jordán desde el este, el fondo del valle se ensancha hasta unos 15 millas (24,1 km). Esta zona se caracteriza por las terrazas fluviales más altas o las terrazas de playa elevadas paralelas al río; esta zona se conoce como Ghor (o Ghawr).  Estas terrazas están localmente incisas por los wadis o ríos laterales formando un laberinto de barrancos, alternando con crestas y elevaciones pronunciadas, con torres, pináculos y un badlands.
A menor altura se encuentra la activa llanura de inundación del río Jordán, el zhor (o Zur), con un curso salvajemente  meandroso, lo que explica la excesiva longitud del río en comparación con la distancia en línea recta para llegar al Mar Muerto.  Se construyeron pequeñas presas a lo largo del río dentro del Zhor, convirtiendo los antiguos matorrales de juncos, tamariscos, sauces y álamos blancos en campos de regadío. Después de atravesar el Zur, el Jordán desemboca en el mar Muerto a través de un delta fluvial amplio y de suave pendiente.
En la cuenca superior del río Jordán, aguas arriba del mar de Galilea, los afluentes incluyen:
- El Hasbani (en árabe: الحاصباني‎), Snir (en hebreo: שניר‎), que fluye desde el Líbano.
- El Río Banias (en árabe: بانياس‎), Hermón (en hebreo: חרמון‎), que surge de un manantial en Banias, cerca de los pies del Monte Hermón.
- El Dan (en hebreo: דן‎), Leddan (en árabe: اللدان‎), cuya fuente también está en la base del monte Hermón.
- Berdara (en árabe: دردره‎), o Braghith (en árabe: براغيث‎), El Iyon o Ayoun (en hebreo: עיון‎), una corriente más pequeña que también fluye desde el Líbano.

Los afluentes del bajo Jordán son:
- El Jalud en el valle de Beit She'an
- El río Yarmuk, que nace en las laderas sudorientales del monte Hermón y la  meseta de Hauran, forma el límite sur de los Altos del Golán y desemboca en el río Jordán por debajo del mar de Galilea.  También define partes de la frontera entre Jordania y Siria, así como una parte más corta entre Jordania e Israel.
- El río Zarqa, el Jabbok bíblico [cita requerida]
- Jabesh (Wadi Yabis), llamado así por Jabes de Galaad

## Hidrología del río Jordán
Los derechos de riego del río Jordán son compartidos por cuatro países diferentes: Líbano, Siria, Jordania, Israel y los territorios palestinos; aunque Israel, como autoridad ocupante, se ha negado a ceder ninguno de los recursos hídricos a la Autoridad Nacional Palestina. El río Jordán nace cerca de las fronteras de tres países, Israel, Líbano y Siria, y la mayor parte del agua procede de la Cordillera del Antilíbano y del Monte Hermón al norte y al este. Tres ríos de cabecera alimentados por manantiales convergen para formar el río Jordán en el norte:
1. El río Hasbani, que nace en el sur del Líbano, con un caudal medio anual de 138 millones de metros cúbicos,
2. El río Dan en Israel, con una media de 245 millones de metros cúbicos al año, y
3. El río Banias que fluye desde los Altos del Golán, con una media de 121 millones de metros cúbicos al año.

Estas corrientes convergen seis kilómetros dentro de Israel y fluyen hacia el sur hasta el Mar de Galilea, totalmente dentro de Israel.

## Línea de tiempo histórica

### Periodo otomano y mandatorio
Los estudios sobre los recursos hídricos de la región y su desarrollo, en términos modernos, se remontan a principios del siglo XX, durante el período de la dominación otomana; también siguen a la luz de un importante hito de la ingeniería y del desarrollo de los recursos. Basados en gran medida en consideraciones geográficas, de ingeniería y económicas, muchos de estos planes incluían componentes comunes, pero las consideraciones políticas y los acontecimientos internacionales no tardarían en llegar.
Después de la Primera Guerra Mundial, la cuenca del río Jordán empezó a considerarse un problema de asignaciones cuantitativas. A finales de la década de 1930 y mediados de la de 1940, Transjordania y la Organización Sionista Mundial encargaron estudios de recursos hídricos que competían entre sí. El estudio transjordano, realizado por Michael G. Ionides, llegó a la conclusión de que los recursos hídricos disponibles no son suficientes para sostener un estado judío que sería el destino de la inmigración judía. El estudio sionista, realizado por el ingeniero estadounidense Walter Clay Lowdermilk, llegó a la conclusión de que desviando el agua de la cuenca del Jordán para apoyar la agricultura y el desarrollo residencial en el Negev, un Estado judío que apoyara a 4 millones de nuevos inmigrantes sería sostenible.

### Período posterior a la guerra
Al final de la Guerra árabe-israelí de 1948, con la firma de los Acuerdos Generales de Armisticio en 1949, tanto Israel como Jordania se embarcaron en la aplicación de sus iniciativas, que competían entre sí, para utilizar los recursos hídricos de las zonas bajo su control.
El primer "Plan Maestro de Riego en Israel" se redactó en 1950 y fue aprobado por una Junta de Consultores (de EE. UU.) el 8 de marzo de 1956. Las principales características del Plan Maestro eran la construcción del National Water Carrier (NWC), un proyecto para la integración de todos los grandes proyectos regionales en la red nacional israelí. Tahal - Water Planning for Israel Ltd., un organismo corporativo público israelí, fue creado en 1952, siendo responsable en gran medida de la planificación del desarrollo del agua, el drenaje, etc., a nivel nacional dentro de Israel, incluyendo el proyecto del NWC que fue encargado en 1965.

### Guerra de los Seis Días y consecuencias
El 10 de junio de 1967, el último día de la Guerra de los Seis Días, las fuerzas de la Brigada Golani invadieron rápidamente el pueblo de Banias, donde se encontraba un fuerte sirio de la época del califato. La prioridad de Eshkol en el frente sirio era el control de las fuentes de agua.

### Estancamiento regional (década de 1980)
En 1980, Siria inició unilateralmente un programa de construcción de presas a lo largo del Yarmouk.
La ladera sur del monte Hermón (Jebel esh-Sheikh), así como los Altos del Golán occidentales, fueron anexionados unilateralmente por Israel en 1981.
En 1988, el acuerdo sirio-jordano sobre el desarrollo del Yarmouk se bloqueó cuando Israel, como titular de derechos ribereños, se negó a ratificar el plan y el Banco Mundial retuvo la financiación. Israel aumentó su asignación del plan Johnson de 25 000 000 m³/año en otros 45 000 000-75 000 000 m³/año.[cita requerida]

### Acuerdo de paz entre Jordania e Israel y consecuencias
El acuerdo sobre el agua formaba parte del tratado político más amplio que se firmó entre Israel y Jordania en 1994, y los artículos relativos al agua de este acuerdo no se correspondían con los derechos de Jordania sobre el agua que se habían reclamado en un principio. La naturaleza y la importancia del tratado más amplio de 1994 hicieron que el aspecto del agua se viera obligado a ceder importancia y prioridad en las negociaciones, dando paso a áreas como las fronteras y la seguridad en términos de fuerza armada, que fueron percibidas por los responsables de la toma de decisiones como las cuestiones más integrales para el acuerdo. Principales puntos del reparto de agua en el tratado de paz entre Jordania e Israel.

### La guerra civil siria y su efecto en la cuenca del Jordán
La dramática sequía que azotó a Levante entre 1998 y 2012 fue identificada por los científicos como la más grave en 900 años. El dramático efecto de la sequía en el sur de Siria se propone como uno de los factores que llevaron al estallido de la Guerra Civil Siria.
Históricamente, antes del estallido de la Guerra de Siria en 2011, el gobierno sirio había desarrollado una serie de 21 presas en la cuenca de drenaje de Yarmouk para desviar el agua a grandes embalses utilizados para el riego de tierras agrícolas. Jordania había construido una gran presa propia en el Yarmouk, la presa de Al-Wehda, con el fin de explotar el agua para su propia agricultura. Sin embargo, antes de la Guerra de Siria, la cantidad de agua que recogía la presa jordana había disminuido a medida que Siria embalsaba el río aguas arriba. Aunque el Yarmouk desemboca en el río Jordán, la mayor parte de su agua se ha utilizado en Siria y Jordania antes de llegar al río. Desde que estalló la guerra civil, cientos de miles de refugiados han huido de la zona del sur de Siria, muchos de los cuales eran agricultores. La mayoría huyó a campos de refugiados en Jordania.

## Cuenca del Jordán

### Banias
La frontera entre Siria, Líbano y Palestina fue producto de la partición anglo-francesa de la Siria otomana tras la Primera Guerra Mundial. Las fuerzas británicas habían avanzado hasta una posición en Tel Hazor contra las tropas turcas en 1918 y deseaban incorporar todas las fuentes del río Jordán dentro de la Palestina controlada por los británicos. Debido a la incapacidad francesa de establecer un control administrativo, la frontera entre Siria y Palestina era fluida. Tras la  Conferencia de Paz de París de 1919, y el no ratificado y posteriormente anulado Tratado de Sèvres, derivado de la Conferencia de San Remo, la frontera de 1920 amplió la zona controlada por los británicos al norte de la línea Sykes Picot, una línea recta entre el punto medio del Mar de Galilea y Nahariya. En 1920, los franceses consiguieron imponer su autoridad sobre el movimiento nacionalista árabe y, tras la Batalla de Maysalun, el  Fáysal I fue depuesto. La frontera internacional entre Palestina y Siria fue finalmente acordada por Gran Bretaña y Francia en 1923 junto con el Tratado de Lausana, después de que Gran Bretaña recibiera de la Sociedad de las Naciones un mandato para Palestina en 1922. Banyas (en la carretera Quneitra/Tyre) estaba dentro del Mandato francés de Siria. La frontera se fijó a 750 metros al sur del manantial.

### Hasbani
El río Hasbani  deriva la mayor parte de su descarga de dos  manantiales en el Líbano el Wazzani y el Haqzbieh, siendo este último un grupo de manantiales en el Hasbani superior. El Hasbani recorre 25 millas (40,2 km) en el Líbano antes de cruzar la frontera y unirse con el Banias y el río Dan en un punto del norte de Israel, para formar el río Jordán. A lo largo de unos cuatro kilómetros aguas abajo de Ghajar, el Hasbani forma la frontera entre el Líbano y el norte de Israel.

### Dan
El río Dan es el mayor afluente del río Jordán, cuya fuente se encuentra en la base del Monte Hermón. Hasta la Guerra de los Seis Días de 1967, el río Dan era la única fuente del río Jordán totalmente dentro del territorio de Israel. Su caudal proporciona hasta 238 millones de metros cúbicos de agua al año al Valle de Hulah. En 1966 fue motivo de disputa entre los planificadores del agua y los conservacionistas, prevaleciendo estos últimos después de tres años de juicios y apelaciones. El resultado fue un proyecto de conservación de unos 120 acres (0,5 km²) en el nacimiento del río llamado Reserva de Tel Dan.

### Las marismas de Huleh
En 1951 las tensiones en la zona aumentaron cuando, en la zona del lago Huleh (a 10 km de Banias), Israel inició un proyecto para drenar las tierras pantanosas para poner en cultivo 15 000 acres (60,7 km²). El proyecto provocó un conflicto de intereses entre el gobierno israelí y los Palestino pueblos árabes de la zona y suscitó quejas sirias ante las Naciones Unidas. El 30 de marzo, en una reunión presidida por David Ben-Gurion, el gobierno israelí decidió afirmar la soberanía israelí sobre las ZD, por lo que 800 habitantes de los pueblos fueron evacuados por la fuerza de la ZD. Desde 1951 Israel se negó a asistir a las reuniones de la Comisión Mixta de Armisticio Israel/Siria. Esta negativa por parte de Israel no sólo constituyó una flagrante violación del Acuerdo General de Armisticio, sino que contribuyó a aumentar la tensión en la zona. El propio Consejo de Seguridad condenó enérgicamente la actitud de Israel, en su resolución del 18 de mayo de 1951, por ser "incompatible con los objetivos y la intención del Acuerdo de Armisticio".